# هيرون كوايز (محطة مترو أنفاق لندن)

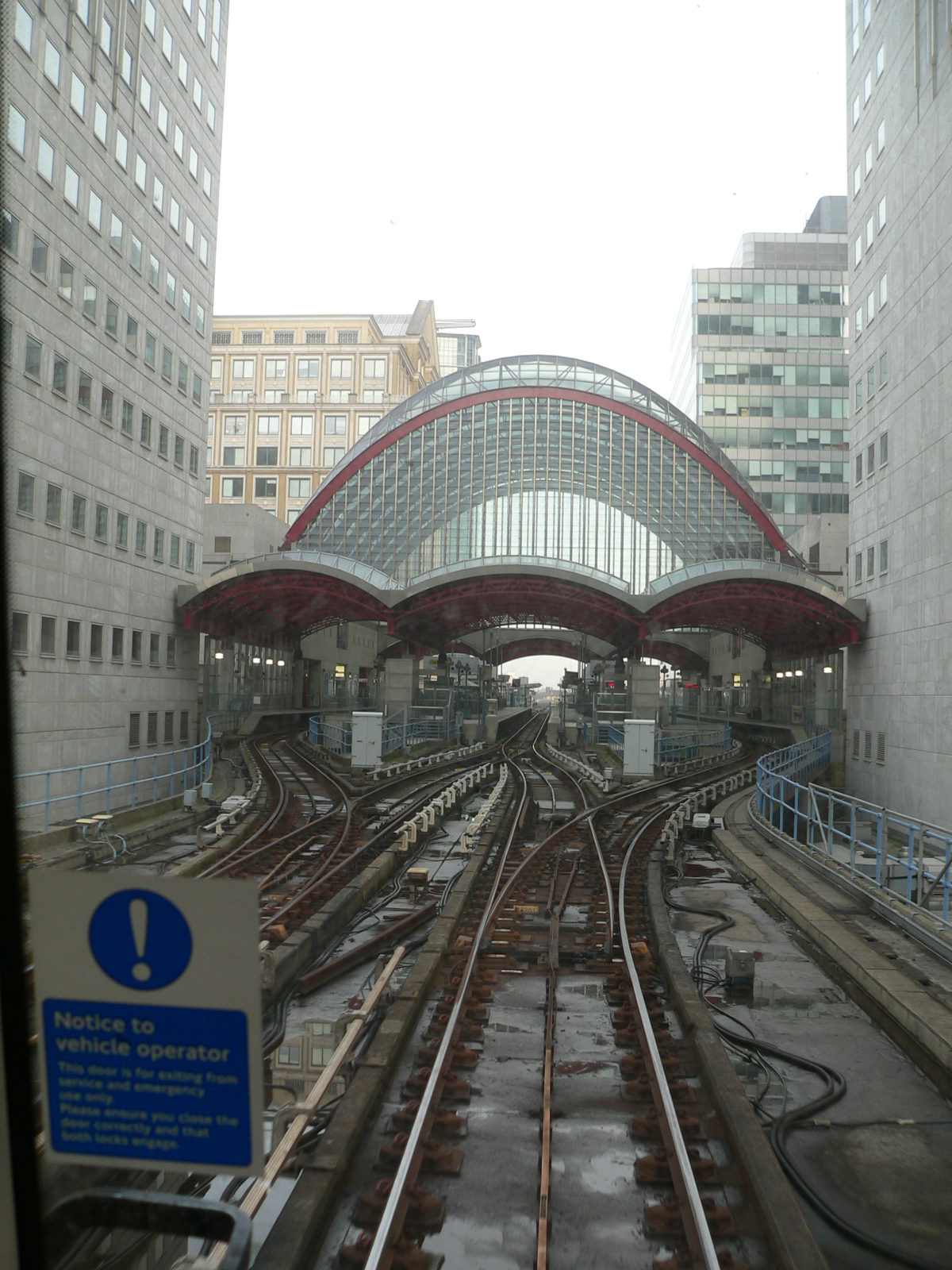
صورة لمحطة المترو هيرون كوايز عام 2005

هيرون كوايز (بالإنجليزية: Heron Quays)‏ هي إحدى محطات مترو أنفاق لندن. تقع على خط قطار دوكلاندز الخفيف (فرع لويشام) افتتحت في المنطقة (Zone) رقم 2 افتتحت في 31 أغسطس 1987.